# Batman: Gotham County Line - Outre-tombe
Batman: Gotham County Line - Outre-tombe (Batman: Gotham County Line) est un comic américain de la série Batman réalisé par Steve Niles (scénario) et Scott Hampton (dessin).

## Synopsis
Batman doit combattre un magicien qui fait revivre les morts. Il est aidé pour cela par Deadman.

## Personnages
- Batman / Bruce Wayne
- Deadman

## Éditions
- Version originale : Batman: Gotham County Line, DC Comics, novembre 2005
- Version française : Batman: Gotham County Line - Outre-tombe, coll. « DC Icons », Panini Comics, 2007